# Annemieke Bes
Annemieke Marileen Bes (Groninga, 16 de março de 1978) é uma velejadora neerlandesa, medalhista olímpica. Ela competiu nos Jogos Olímpicos de Verão de 2008 na classe Yngling e conquistou a medalha de prata, tendo totalizado 33 pontos nas onze regatas disputadas, ao lado de Mandy Mulder e Merel Witteveen.
Bes começou a velejar em 1990 e compete a nível internacional desde 1999, onde começou na classe Europe. Seus melhores resultados foram o segundo lugar no Campeonato Holandês em 2000, o sétimo no Semaine Olympique Hyères em 2001 e na semana aberta do campeonato mundial daquele ano. No final de 2001 ela mudou para a classe Yngling.